# 黃之雋
黃之雋（1668年—1748年），初名兆森，字若木、石牧，号吾堂，晚号石翁、老牧。松江府華亭縣人，清朝官員。

## 生平
早年科舉不順。康熙五十年在廣西巡撫陈元龙家教书为生。康熙六十年（1722年）中式丁丑科进士，选庶吉士，散馆授翰林院編修。雍正元年（1723年）提督福建學政。雍正三年（1725年）八月，黄之隽写折子称颂“皇恩浩荡”，雍正斥之：“凡百只务实行，不在文字语言。颂圣具文，朕实厌览。”官至左春坊左中允。四年被劾降职。次年被革職。回鄉任《江南通志》总裁。乾隆元年（1736年）尚書徐本薦試博學鴻詞，當時年老目眵，不能终卷。乾隆十三年（1748年）卒。

## 藏書與著作
黃之雋嗜讀書，有藏書二萬餘卷。工詩，喜愛戲曲，《随园诗话》谓其诗“生新超隽，美不胜收”，《清诗别裁集》称他为“诗学中兴”。著有《吾堂集》、《香屑集》，另有杂剧《四才子》、传奇《忠孝福》等。